# لقاح جنين البط
لقاح جنين البط المنقى (PDEV) هو أول لقاح اكتُشف لمعالجة الإنسان من داء الكلب حيث يمكن ان يُلقح قبل أو بعد التعرض إلى هذا المرض. تم اكتشافه عام 1957 وتكوّن من عينة من داء الكلب مجففة ومقتولة. التلقيح بواسطة الPDEV يشمل عدة لقاحات داخل الادمة على مدى عدة أيام. منظمة الصحة العالمية ما زالت تضمن لقاح الPDEV في لائحة اللقاحات التي يُنصح باستخدامها لمعالجة داء الكلب. ومع ذلك، هناك لقاحات احدث التي تُستخدم بدرجة أكبر، ومنها لقاح خلية ثنائية الصبغيات للانسان (HDCV) التي تم اكتشافها في 1978؛ لقاح خلية جنين الدجاج المنقى (PCECV) في 1984؛ ولقاح داء الكلب الخلوي المنقى (PVCRV) عام 1986.